# Металлический водород

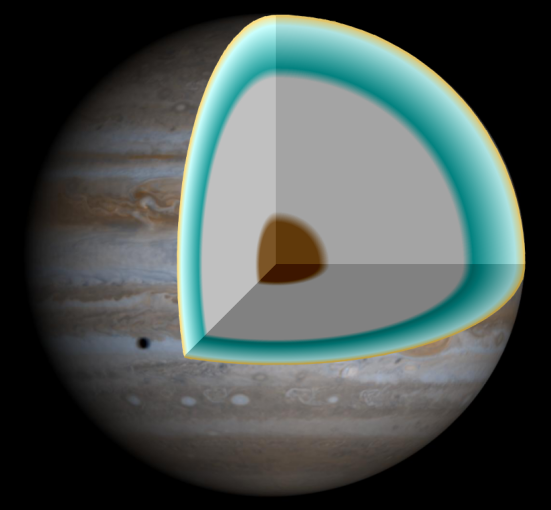
Газовые гиганты (например, Юпитер) могут содержать большие запасы металлического водорода (серый слой)

Металли́ческий водоро́д — совокупность фазовых состояний водорода, находящегося при крайне высоком давлении и претерпевшего фазовый переход. Металлический водород представляет собой вырожденное состояние вещества и, по некоторым предположениям, может обладать некоторыми специфическими свойствами — высокотемпературной сверхпроводимостью и высокой удельной теплотой фазового перехода.
Предсказан теоретически в 1935 году Хиллардом Хантингтоном и Юджином Вигнером.

## История исследований
В 1930-х годах британский ученый Джон Бернал предположил, что атомарный водород, состоящий из одного протона и одного электрона и представляющий собой полный аналог щелочных металлов, может оказаться стабильным при высоких давлениях. В 1935 году Юджин Вигнер и Хиллард Белл Хантингтон провели соответствующие расчёты. Гипотеза Бернала нашла подтверждение — согласно полученным расчётам, молекулярный водород переходит в атомарную металлическую фазу при давлении около 250 тысяч атмосфер (25 ГПа) со значительным увеличением плотности. В дальнейшем оценка давления, требуемого для фазового перехода, была повышена, но условия перехода всё же считаются потенциально достижимыми. Предсказание свойств металлического водорода ведётся теоретически. Под руководством академика Л. Ф. Верещагина впервые в мире был получен металлический водород, сообщение об этом было опубликовано в 1975 году. Опыт был повторен неоднократно, при высоких давлениях (при 304 ГПа) и низких температурах (до 4,2 К) водород приобретал электропроводность (уменьшалось сопротивление не менее, чем в 1 миллион раз); при нагреве образца и понижении давления водород принимал прежние свойства. Также по этой теме встречались сообщения в 1996, 2008 и 2011 годах, пока в 2017 году профессор Айзек Сильвера и его коллега Ранга Диас не добились получения стабильного образца при давлении 5 миллионов атмосфер, однако камера, где хранился образец, под давлением разрушилась, и образец был потерян.

### Связь с другими областями физики
Астрофизика
Считается, что большие количества металлического водорода присутствуют в ядрах планет-гигантов — Юпитера, Сатурна — и крупных экзопланет. Благодаря гравитационному сжатию под газовым слоем должно находиться ядро из металлического водорода.

## Теоретические свойства

Фазовая диаграмма водорода.

### Переход в металлическую фазу
При увеличении внешнего давления до десятков ГПа коллектив атомов водорода начинает проявлять металлические свойства. Ядра водорода (протоны) сближаются друг с другом существенно ближе боровского радиуса, на расстояние, сравнимое с длиной волны де Бройля электронов. Таким образом, сила связи электрона с ядром становится нелокализованной, электроны слабо связываются с протонами и формируют свободный электронный газ так же, как в металлах.

### Жидкий металлический водород
Жидкая фаза металлического водорода отличается от твердой фазы отсутствием дальнего порядка. Имеется дискуссия о допустимом диапазоне существования жидкого металлического водорода. В отличие от гелия-4, жидкого при температуре ниже 4,2 K и нормальном давлении благодаря нулевой энергии нулевых колебаний, массив плотно упакованных протонов обладает значительной энергией нулевых колебаний. Соответственно, переход от кристаллической фазы к неупорядоченной ожидается при ещё более высоких давлениях. Исследование, проведенное Н. Ашкрофтом, допускает область жидкого металлического водорода при давлении около 400 ГПа и низких температурах. В других работах Е. Бабаев предполагает, что металлический водород может представлять собой металлическую сверхтекучую жидкость.

### Сверхпроводимость
В 1968 году Нейл Ашкрофт предположил, что металлический водород может обладать сверхпроводимостью при сравнительно высоких температурах.
Более точные расчёты (Н. А. Кудряшов, А. А. Кутуков, Е. А. Мазур, Письма ЖЭТФ, т. 104, вып. 7, 2016, с. 488) показали, что критическая температура металлического водорода в фазе I41/AMD, той самой, которая изучалась Рангой Диас и Исааком Сильверой при давлении в 5 миллионов атмосфер, дает величину температуры перехода в сверхпроводящее состояние 215 кельвинов, то есть −58 градусов по Цельсию.

## Экспериментальные попытки получения

### Эксперименты 1970-х годов
Под руководством академика Л. Ф. Верещагина впервые в мире был получен металлический водород, сообщение об этом было опубликовано в 1975 году. Опыт осуществлялся с помощью алмазных наковален. Опыт был повторен неоднократно, при высоких давлениях (при 304 ГПа) и низких температурах (до 4,2 К) водород приобретал электропроводность (уменьшалось сопротивление не менее чем в 1 млн раз) при нагреве образца и понижении давления водород принимал прежние свойства.

### Металлизация водорода ударным сжатием в 1996 году
В 1996 году Ливерморская национальная лаборатория сообщила, что в ходе исследований были созданы условия для металлизации водорода и получены первые свидетельства его возможного существования. Кратковременно (около 1 мс) было достигнуто давление более 100 ГПа ({\displaystyle 10^{6}} атм.), температура порядка тысяч кельвинов при плотности вещества около 600 кг/м3. Поскольку предыдущие опыты по сжатию твердого водорода в ячейке с алмазными наковальнями до 250 ГПа не дали результата, целью эксперимента не было получение металлического водорода, а только изучение проводимости образца под давлением. Однако по достижении 140 ГПа электрическое сопротивление практически исчезло. Ширина запрещенной зоны водорода под давлением составила 0.3 эВ, что оказалось сравнимо с тепловой энергией {\displaystyle kT}, соответствующей 3000 К и что свидетельствует о переходе «полупроводник — металл».

### Исследования после 1996 года
Продолжались попытки перевести водород в металлическое состояние статическим сдавливанием при низких температурах. А. Руофф и Ч. Нараяна (Корнеллский университет, 1998), П. Лоувьер и Р. Летуле (2002) последовательно приближались к давлениям, наблюдаемым в центре Земли (324—345 ГПа), но все же не наблюдали фазового перехода.

### Эксперименты 2008 года
Теоретически предсказанный максимум кривой плавления на фазовой диаграмме, указывающий на жидкую металлическую фазу водорода, был экспериментально обнаружен Ш. Деемьяд и И. Сильвера.
Группа М. Ереметца заявила о переходе силана в металлическое состояние и проявление сверхпроводимости, но результаты не были повторены.

### Эксперименты 2011 года
В 2011 году было сообщено о наблюдении жидкой металлической фазы водорода и дейтерия при статическом давлении 260—300 ГПа, что вновь вызвало вопросы в научном сообществе.

### Эксперименты 2015 года
26 июня 2015 году в журнале Science была опубликована статья, в которой описан успешный эксперимент группы исследователей из Сандийских национальных лабораторий (США) совместно с группой из Ростокского университета (Германия) по сжатию жидкого дейтерия (тяжёлого водорода) с помощью Z-Машины до состояния, которое проявляет свойства металла.

### Эксперименты 2016 года
В июле 2016 сообщалось, что физикам из Гарвардского университета удалось получить в лаборатории металлический водород. Они нагрели жидкий водород с помощью коротких вспышек лазера до температуры около 1900 градусов Цельсия и подвергли давлению в 1,1—1,7 мегабар.
Ожидается, что это вещество будет метастабильным, то есть при снятии давления останется металлом.
Эксперимент физиков помогает объяснить, какие процессы могут происходить в недрах газовых гигантов. Учёные предполагают, что в будущем металлический водород может быть использован в качестве ракетного топлива или как сверхпроводник, способный существовать при комнатной температуре.
Научное сообщество скептически отнеслось к данной новости, ожидая повторного эксперимента.

### Эксперименты 2018 года с металлическим дейтерием
В августе 2018 года ученые объявили о наблюдении быстрого перехода жидкого дейтерия в металлическую форму при температуре ниже 200 К. Обнаружено замечательное согласие между экспериментальными данными и теоретическими предсказаниями, основанными на моделировании посредством квантового метода Монте-Карло, который считается наиболее точным методом на сегодняшний день. Это может помочь исследователям лучше понять внутреннее строение газовых гигантов, таких как Юпитер, Сатурн и разнообразных экзопланет за пределами солнечной системы.

### Эксперименты 2020 года
В январе 2020 года французские физики подтвердили условия существования металлического водорода, как показали их опыты, переход водорода в металлическое состояние происходит при давлении 4,18 млн. атмосфер.

## Потенциальное применение
Топливные элементы
Метастабильные соединения металлического водорода перспективны как компактное, эффективное и чистое топливо. При переходе металлического водорода в обычную молекулярную фазу высвобождается в 20 раз больше энергии, чем при сжигании смеси кислорода и водорода — 216 МДж/кг.
Высокотемпературные сверхпроводники
Согласно многим теоретическим моделям металлический водород должен иметь очень высокое значение критической температуры Tc, если это предположение подтвердится экспериментально, то металлический водород как сверхпроводник найдет применение во многих областях.

## В искусстве
- Расписание на послезавтра — советский художественный фильм.